# Masakra na Chios

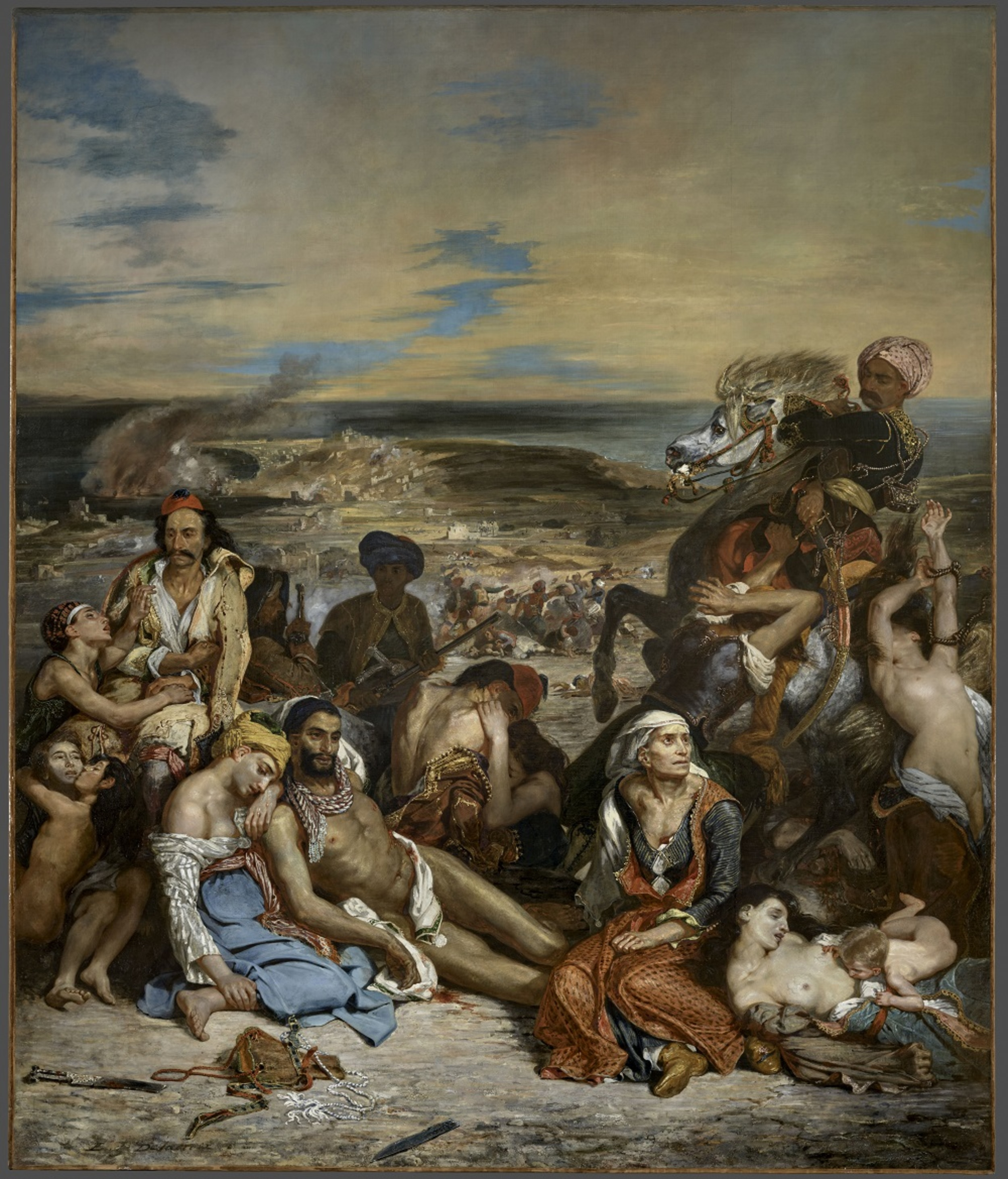
Masakra na Chios, obraz Eugène’a Delacroix

Masakra na Chios – rzeź greckiej ludności wyspy Chios dokonana w marcu i kwietniu 1822 przez wojska imperium osmańskiego, w wyniku której zginęło ponad 20 tysięcy ludzi, a 50–60 tysięcy uprowadzono w niewolę.

## Przyczyny i skutki masakry
W 1821 r. wybuchło powstanie ludności greckiej przeciwko władzy osmańskiej, poprzedzone wystąpieniem Filiki Eteria w krajach rumuńskich, które przekształciło się w wojnę o wyzwolenie Grecji. Towarzyszyły temu liczne masakry ludności cywilnej po obu stronach, w tym w 1821 masakry ludności tureckiej i żydowskiej w Navarino i Tripolista dokonane przez powstańców greckich i greckich mieszkańców (w Navarino zmasakrowano Turków, pomimo kapitulacji miasta i zapewnień danych przez Greków, że ludność cywilna muzułmańska będzie mogła opuścić miasto). Greccy mieszkańcy Chios także przyłączyli się do powstania.
W następnym roku, flota turecka pod dowództwem kapudana paszy Kara Alego zajęła Chios. Gdy Turcy wtargnęli na wyspę, Grecy chcąc się ratować daremnie usiłowali się poddać, wychodząc na spotkanie oddziałów tureckich z uroczystą procesją. Turcy nie okazali łaski i rozpoczęła się rzeź wyspy, która trwała przez cały kwiecień 1822. Zginęło ponad 20 tysięcy ludzi, głównie mężczyzn, a głowy ich układano w piramidy. Liczbę uprowadzonych w niewolę, wśród nich większość młodych dziewcząt i kobiet ocenia się na 50–60 tysięcy. Skutkiem masakry było wyludnienie wyspy. Hekatomba ludności wyspy wstrząsnęła całą ówczesną Europą i spowodowała masowe poparcie dla niepodległościowych dążeń Greków.

## Masakra w sztuce
Rzeź na Chios została upamiętniona na słynnym obrazie Masakra na Chios autorstwa Eugène’a Delacroix, a także w literaturze przez wiersze Victora Hugo w cyklu Les Orientales (Poematy Wschodnie, 1829), m.in. wiersz L'enfant (Dziecko).

## Odpowiedź Greków

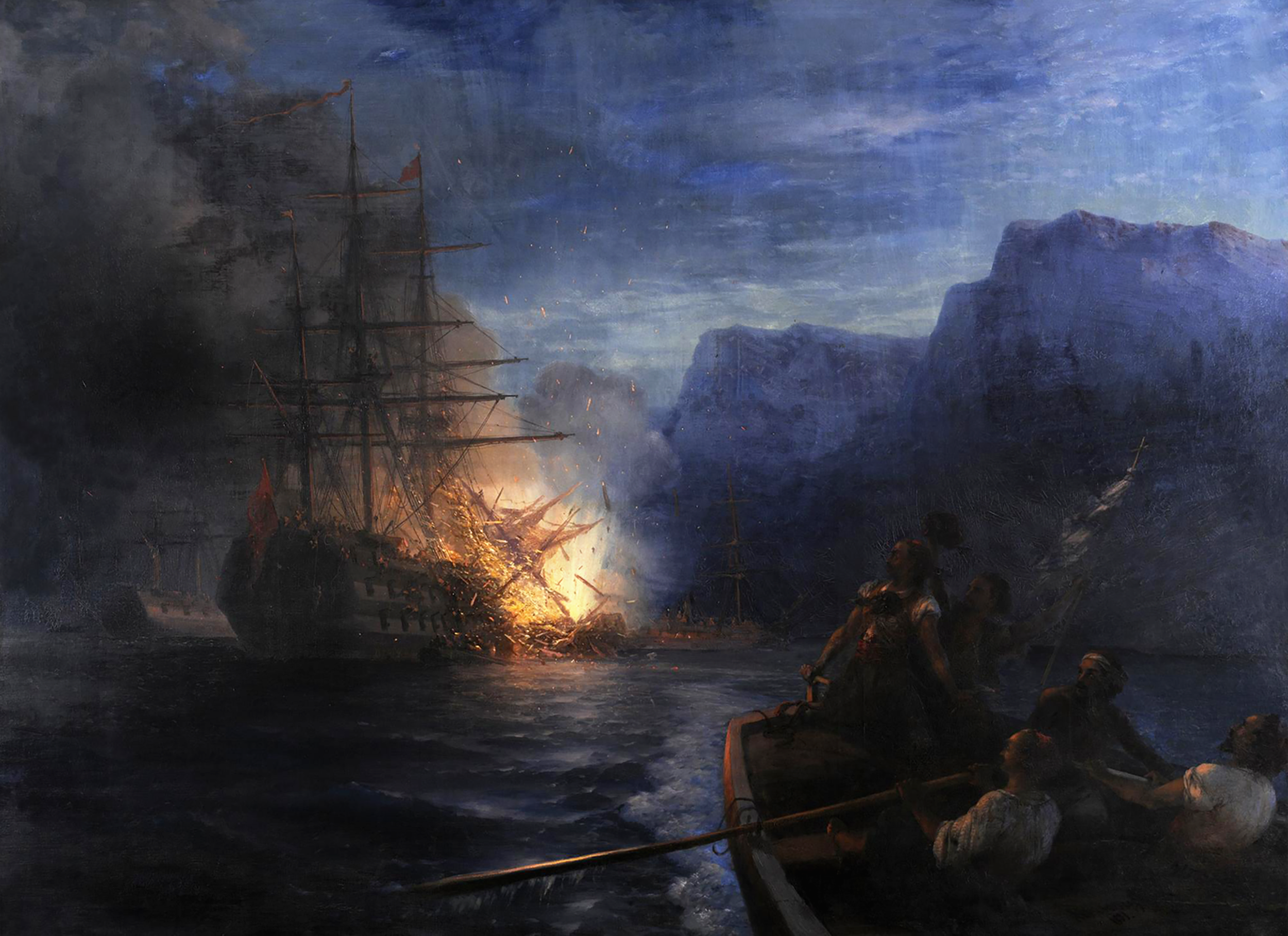
Spalenie tureckiego okrętu flagowego przez Kanarisa, obraz Iwana Ajwazowskiego

W odpowiedzi na rzeź wyspy Chios Grecy postanowili spalić osmański okręt flagowy z wykorzystaniem branderów.
Atak miał miejsce w nocy 18 czerwca 1822 roku, kiedy Turcy obchodzili Ramazan Bayrami. Załoga Konstandinosa Kanarisa przymocowała swój brander do osmańskiej jednostki flagowej, 84-działowego okrętu liniowego „Mansur al-liwa”. Ogień szybko rozprzestrzenił się i dotarł do ładowni prochowej, powodując eksplozję, która zniszczyła okręt.
Około dwóch tysięcy żołnierzy i marynarzy osmańskich zginęło lub utonęło, w tym admirał floty Nasuhzade Ali Pasza, który dwa miesiące wcześniej dowodził masakrą na Chios.